# 亞瓦特馬爾縣
亞瓦特馬爾縣是印度的一個縣，位於該國西部，由馬哈拉施特拉邦負責管轄，面積13,584平方公里，每年平均降雨量1,029毫米，識字率為74.06%，2001年人口2,460,482，人口密度每平方公里181人。

## 外部連結
- Yavatmal district's official website （页面存档备份，存于）

20°06′N 78°12′E / 20.1°N 78.2°E